# Stephan Mühlig
Stephan Mühlig (* 1961 in Barsinghausen) ist ein deutscher Psychologe und Universitätsprofessor. Er hat den Lehrstuhl für klinische Psychologie und Psychotherapie an der Technischen Universität Chemnitz inne.

## Leben
Mühlig studierte an der Carl von Ossietzky Universität Oldenburg Diplom-Psychologie und Diplom-Sozialwissenschaften und wurde 1996 an der Universität Bremen zum Thema Schmerz und psychologische Schmerzbehandlung bei Kindern und Jugendlichen promoviert.
Nach seiner Tätigkeit als wissenschaftlicher Mitarbeiter an den Universitäten Oldenburg und Bremen von 1990 bis 1996 arbeitete er bis 2002 als Wissenschaftlicher Assistent (C1) am Lehrstuhl für Klinische Psychologie der Universität Bremen sowie als Bereichsleiter „Medizinische Rehabilitation und Versorgungsforschung“ im Zentrum für Klinische Psychologie und Rehabilitation (ZKPR) und als Psychotherapeut an der Kinderambulanz der Universität Bremen. 2002 habilitierte er sich zum Thema Compliance bei Asthma Bronchiale.
Von 2002 bis 2006 leitete er als Wissenschaftlicher Arbeitsgruppenleiter/Koordinator die AG Suchtforschung am Institut für Klinische Psychologie und Psychotherapie der Technischen Universität Dresden - TUD (in Kooperation mit dem Max-Planck-Institut für Psychiatrie, München). 2004 gründete er die Raucherambulanz Dresden (RAD der TUD).
Von 2003 bis 2006 übernahm er die Lehrstuhlvertretung „Psychotherapie und Somatopsychologie“ (Humboldt-Universität zu Berlin), die Freisemester-Vertretung der C4-Professur „Klinische Psychologie und Psychotherapie“ an der TU Dresden (H.-U. Wittchen) und die Lehrstuhlvertretung „Klinische Psychologie“ an der Technischen Universität Chemnitz. Seit 2004 ist er als Dozent in verschiedenen Ausbildungsinstituten zur Psychotherapieausbildung tätig. Von 2006 bis 2007 arbeitete er als Leitender Psychologe der Klinik für Psychiatrie und Psychotherapie am Humboldt-Klinikum Berlin (VIVANTES).
Seit 2007 ist er ordentlicher Professor für Klinische Psychologie an der Technischen Universität Chemnitz (TUC), wo er u. a. die Psychosoziale Beratungsstelle der Universität, die Raucherambulanz Chemnitz (RAC) sowie den Weiterbildungsstudiengang „Alterspsychotherapie“ und den M.Sc.-Fernstudiengang „Klinische Gerontopsychologie“ an der TUCed GmbH leitet.
Seine Forschungsschwerpunkte sind: Suchtforschung (insb. Rauchen und Tabakentwöhnung), bipolare Störungen und Klinische Gerontopsychologie/Alterspsychotherapie, mit Schwerpunkt auf Versorgungs- und Interventionsforschung.
Seit 2018 leitet er im Auftrag des Spitzenverband Bund der Krankenkassen außerdem das Projekt zur Evaluierung des Präventionsnetzwerks Kein Täter werden nach § 65d SGB V.

## Schriften (Auswahl)
- Tobacco Addiction. In T. Uehara (Hrsg.): Psychiatric Disorders – Trends and Developments Book 2. InTech Open Access publisher of Scientific Books and Journals, Rijeka 2011, S. 403–428.
- (mit F. Jacobi): Psychoedukation. In: H.-U. Wittchen & J. Hoyer (Hrsg.): Klinische Psychologie & Psychotherapie. Berlin: Springer, Berlin 2011, S. 477–490. ISBN 978-3642130175.
- (mit A. Poldrack): Kognitive Therapieverfahren. In: H.-U. Wittchen & J. Hoyer (Hrsg.): Klinische Psychologie & Psychotherapie. Berlin: Springer, Berlin 2011, S. 543–564. ISBN 978-3642130175.
- (mit P. Neudeck): Therapie-Tools Verhaltenstherapie: Therapieplanung, Probatorik, Verhaltensanalyse. Mit Online-Materialien. BeltzPVU, Weinheim 2013. ISBN 978-3621278270.
- Substanzmissbrauch und -abhängigkeit bei illegalen Drogen. In F. Petermann (Hrsg.): Lehrbuch der Klinischen Kinderpsychologie. Hogrefe, Göttingen 2013, S. 589–606. ISBN 978-3801724474.
- Substanzmissbrauch und -abhängigkeit bei Tabak, Alkohol, Medikamenten und Schnüffelstoffen. In: F. Petermann (Hrsg.): Lehrbuch der Klinischen Kinderpsychologie. Hogrefe, Göttingen 2013, S. 606–620. ISBN 978-3801724474.

## Belege
1. ↑  Sophie Lux: Professur | Lehre | Professur für Klinische Psychologie und Psychotherapie | Psychologie | HSW | TU Chemnitz. 10. Oktober 2023, abgerufen am 9. Oktober 2023.
2. ↑  Evaluationsprojekt "Wissenschaftliche Begleitung und Evaluation von Modellvorhaben nach § 65d SGB V". Technische Universität Chemniz, abgerufen am 15. August 2024.

| Personendaten    | Personendaten                            |
| ---------------- | ---------------------------------------- |
| NAME             | Mühlig, Stephan                          |
| KURZBESCHREIBUNG | deutscher Psychologe und Hochschullehrer |
| GEBURTSDATUM     | 1961                                     |
| GEBURTSORT       | Barsinghausen                            |